# Tetraodontinae
Sous-famille
Les Tetraodontinae sont une sous-famille de poissons téléostéens de l'ordre des tétraodontiformes.

## Systématique
Cette sous-famille n'est reconnue ni par World Register of Marine Species ni par FishBase, qui passent directement de la famille des Tetraodontidae aux genres.

## Liste des genres
Selon ITIS (19 mars 2014) :
- Amblyrhynchotes Troschel, 1856
- Arothron Müller, 1841
- Auriglobus Kottelat, 1999
- Carinotetraodon Benl, 1957
- Chelonodon Müller, 1841
- Chonerhinos Bleeker, 1854
- Colomesus Gill, 1884
- Contusus Whitley, 1947
- Ephippion Bibron in Duméril, 1855
- Feroxodon Su, Hardy et Tyler, 1986
- Guentheridia Gilbert et Starks, 1904
- Javichthys Hardy, 1985
- Lagocephalus Swainson, 1839
- Liosaccus Günther, 1870
- Marilyna Hardy, 1982
- Omegophora Whitley, 1934
- Pelagocephalus Tyler et Paxton, 1979
- Polyspina Hardy, 1983
- Reicheltia Hardy, 1982
- Sphoeroides Anonymous [Lacepède], 1798
- Takifugu Abe, 1949
- Tetractenos Hardy, 1983
- Tetraodon Linnaeus, 1758
- Torquigener Whitley, 1930
- Tylerius Hardy, 1984

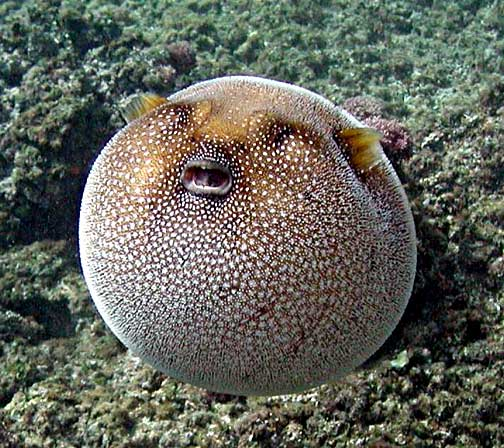
Arothron meleagris.
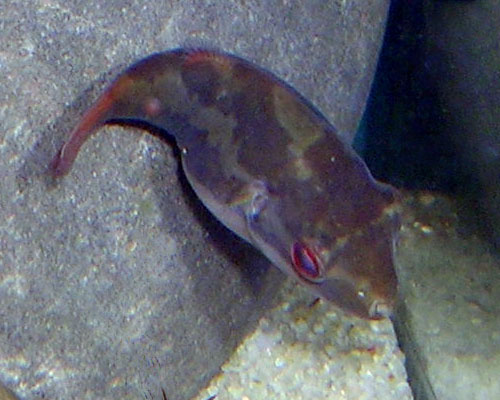
Carinotetraodon irrubesco.
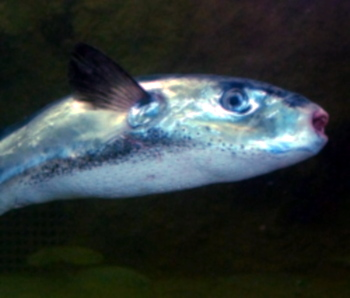
Lagocephalus lagocephalus.
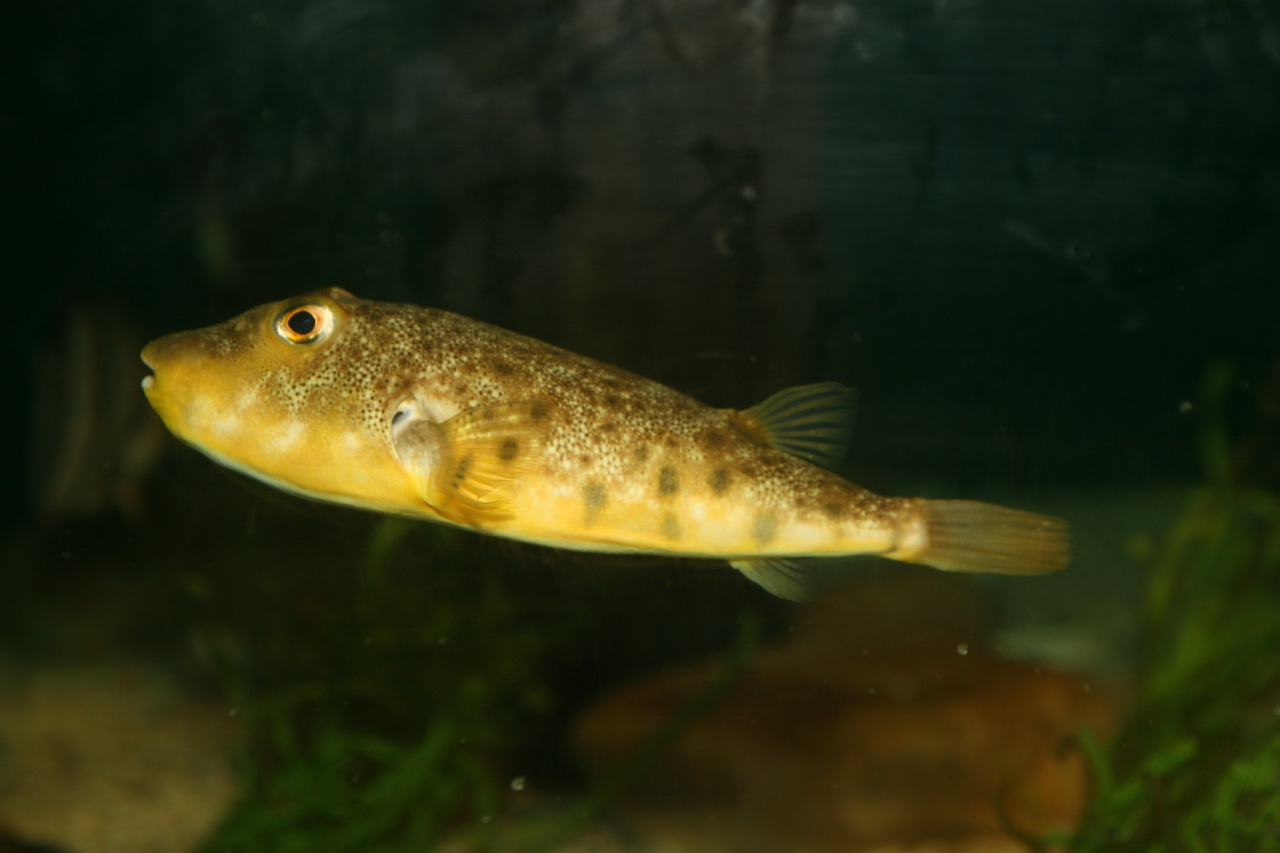
Sphoeroides maculatus.
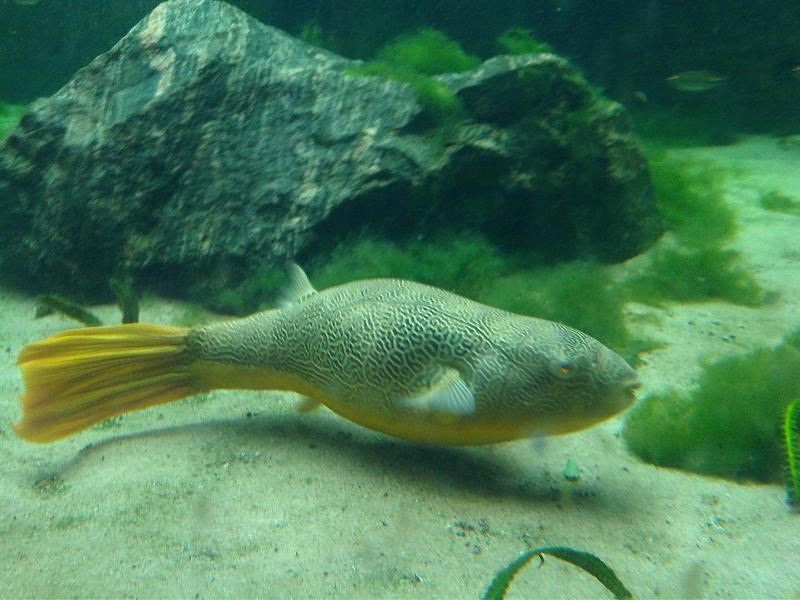
Tetraodon mbu.
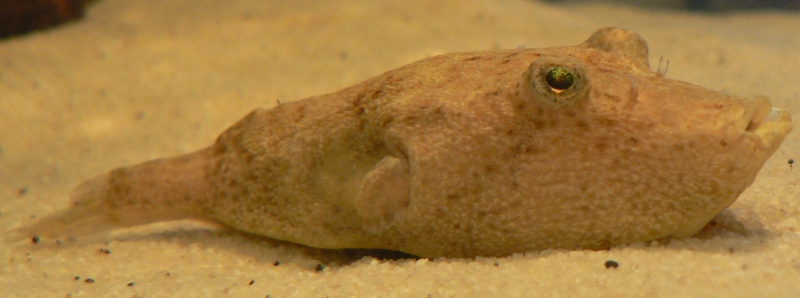
Tetraodon miurus.